# 大衛·貝加
大衛·馬克·貝加（英語：David Mark Berger，1944年5月24日—1972年9月6日）是一名美國-以色列男子舉重運動員，也是1972年慕尼黑慘案中被巴勒斯坦組織黑色九月挾持並殺害的11名以色列奧運選手之一。貝加美國出生長大，曾接受律師教育，並在參加1969年馬加比厄運動會贏得金牌後移居以色列。

## 生平
貝加於1944年5月24日出生在俄亥俄州克里夫蘭，父親是知名醫生班傑明·貝加（Benjamin Berger），母親是桃樂絲·戴維森（Dorothy Davidson）。貝加是一名高中優等生和運動員，1962年畢業於謝克高地高中。1962年至1966年，他以優等生的身份就讀於杜蘭大學。在大學就讀期間，他繼續在紐奧良運動俱樂部接受舉重訓練。在杜蘭大學三年級時，他贏得國家大學體育協會舉重148磅級別的冠軍。1966年，貝加獲得杜蘭大學心理學學士學位。1969年，他畢業於哥倫比亞大學的MBA法律學位課程。在攻讀學位的同時，貝加繼續花時間在曼哈頓中城的麥伯尼YMCA進行舉重訓練。在紐約期間，貝加參加了中量級的比賽。1968年，他以中量級選手的身份參加美國奧運選拔賽，並取得第四名的好成績。他的父親班傑明曾被引述說：「我常對他說『你可能不是世界上最好的舉重選手，但你肯定是最聰明的！』」
貝加在1969年馬加比厄運動會贏得中量級舉重比賽金牌後移民到以色列，打算在服完兵役後在特拉維夫開設一家律師事務所。貝加繼續參加舉重比賽，但體重提高到輕重級。他在1971年亞洲舉重錦標賽中贏得銀牌，並在1972年被選為以色列奧運代表隊成員，實現了多年來的夢想。同年8月下旬，貝加與隊友飛往慕尼黑。1972年9月2日，貝加參加比賽，但在一輪比賽中早早被淘汰。

## 逝世
1972年9月5日清晨，巴勒斯坦恐怖分子挾持了貝加和他的五位室友作為人質，在此之前，他們曾闖入奧運村，在另一間公寓挾持了六名官員，並打傷摔跤教練摩西·溫伯格的臉部。當運動員被轉移到第一間公寓時，溫伯格與入侵者搏鬥，讓重量級摔跤選手蓋德·索巴利逃脫，但卻造成溫伯格中彈身亡。當餘下的人質和恐怖分子進入官員的公寓時，舉重選手約瑟夫·羅曼也試圖制服入侵者。羅曼諾幾乎被自動火力擊成兩半（他的屍體一整天都留在被綁在床上的人質腳下），而貝加的左肩中彈，德國官員在當天晚些時候看到了這個傷口。據信，貝加是人質中體型最大的一個，他被毆打也是為了威脅其他人質。
經過一整天的談判後，恐怖份子和他們被綁起來的人質從奧運村經由直升機轉移到慕尼黑郊外的菲斯滕費爾德布魯克空軍基地，恐怖份子相信他們會被飛送到一個友善的阿拉伯國家。相反地，德國邊防人員和慕尼黑警方試圖伏擊恐怖份子並釋放人質。經過兩小時的槍戰，其中一名恐怖分子轉向貝加所乘坐的直升機，並用機槍掃射。直升機上的另外三名人質當場死亡，但不知何故貝加的腿部只受了兩處非致命傷。然而，恐怖分子隨後在直升機內引爆了一枚手榴彈，引起了巨大的爆炸和火災。屍檢發現貝加死於吸入濃煙。另一架直升機上的五名人質則全部被另一名恐怖分子射殺。
當其他10位以色列奧運選手被送往以色列安葬時，貝加的遺體則由理查·尼克森總統親自下令，搭乘空軍噴射機返回美國。貝加被安葬在他的家鄉克利夫蘭的梅菲爾德公墓。

## 紀念
- 位於俄亥俄州比奇伍德（英语：Beachwood, Ohio）的大衛·貝加國家紀念碑（英语：David Berger National Memorial），為了紀念貝加及其陣亡隊友。
- 2002年，紐奧良將位於奧杜邦公園（英语：Audubon Park (New Orleans)）的「Avenger Field」改名為「David Berger - Avenger Field」，以紀念貝加和其他恐怖主義的受害者[3]。
- 貝加和1972年在慕尼黑遇害的其他十名以色列奧運代表隊成員一起入選費城猶太人體育名人堂[4]。
- 謝克高地高中（英语：Shaker Heights High School）的舉重室以貝加命名。
- 大衛·貝加紀念舉重錦標賽每年在紐約州皇后區雷哥公園的Lost Battalion Hall舉行。
- 大衛·貝加AZA #1823是俄亥俄州克利夫蘭的BBYO分會，以他的名字命名。
- 大衛·貝加AZA #2059是位於德州達拉斯以他命名的BBYO分會。
- 大衛·貝加也是以色列阿什凱隆一條街道的名字。
- 謝克高地高中的大衛·貝格壁畫。

## 延伸閱讀
- Perrin, Warren A. (Opelousas, LA, 2023) The Weight of History, the Power of Apology: Remembering Lifter David Berger 50 Years after the Munich Olympics, Andrepont Publishing.

## 外部連結
- David Berger AZA website （页面存档备份，存于）
- David Mark Berger website